# Súlyemelés az 1948. évi nyári olimpiai játékokon
Az 1948. évi nyári olimpiai játékokon a súlyemelésben hat súlycsoportban avattak olimpiai bajnokot. Ezen az olimpián új súlycsoportként jelent meg a harmatsúly, amelynek 56 kg volt a súlyhatára. A versenyzőknek három fogásnemben – nyomás, szakítás és lökés – kellett gyakorlatot bemutatniuk. Csak összetettben adtak ki érmet, a végső sorrendet az egyes gyakorlatok összesített eredményei adták.

## Éremtáblázat
A táblázatokban a rendező nemzet csapata eltérő háttérszínnel, az egyes számoszlopok legmagasabb értéke vagy értékei vastagítással kiemelve.
| Az 1948. évi nyári olimpiai játékok éremtáblázata súlyemelésben | Az 1948. évi nyári olimpiai játékok éremtáblázata súlyemelésben | Az 1948. évi nyári olimpiai játékok éremtáblázata súlyemelésben | Az 1948. évi nyári olimpiai játékok éremtáblázata súlyemelésben | Az 1948. évi nyári olimpiai játékok éremtáblázata súlyemelésben | Olimpia  |
| --------------------------------------------------------------- | --------------------------------------------------------------- | --------------------------------------------------------------- | --------------------------------------------------------------- | --------------------------------------------------------------- | -------- |
|                                                                 | Ország                                                          | Arany                                                           | Ezüst                                                           | Bronz                                                           | Összesen |
| 1.                                                              | Egyesült Államok (USA)                                          | 4                                                               | 3                                                               | 1                                                               | 8        |
| 2.                                                              | Egyiptom (EGY)                                                  | 2                                                               | 1                                                               | 0                                                               | 3        |
|                                                                 |                                                                 |                                                                 |                                                                 |                                                                 |          |
| 3.                                                              | Nagy-Britannia (GBR)                                            | 0                                                               | 1                                                               | 1                                                               | 2        |
| 4.                                                              | Trinidad és Tobago (TRI)                                        | 0                                                               | 1                                                               | 0                                                               | 1        |
|                                                                 |                                                                 |                                                                 |                                                                 |                                                                 |          |
| 5.                                                              | Hollandia (NED)                                                 | 0                                                               | 0                                                               | 1                                                               | 1        |
| 5.                                                              | Irán (IRI)                                                      | 0                                                               | 0                                                               | 1                                                               | 1        |
| 5.                                                              | Dél-Korea (KOR)                                                 | 0                                                               | 0                                                               | 1                                                               | 1        |
| 5.                                                              | Svédország (SWE)                                                | 0                                                               | 0                                                               | 1                                                               | 1        |
|                                                                 |                                                                 |                                                                 |                                                                 |                                                                 |          |
| Összesen                                                        | Összesen                                                        | 6                                                               | 6                                                               | 6                                                               | 18       |

## Érmesek
| Az 1948. évi nyári olimpiai játékok érmesei súlyemelésben |                                                                          |                                                                            |                                                                                |
| Versenyszám                                               | Arany                                                                    | Ezüst                                                                      | Bronz                                                                          |
| harmatsúly (56 kg-ig)                                     | Joseph DePietro · Egyesült Államok (USA) · (105,0+90,0+112,5=307,5 kg)   | Julian Creus · Nagy-Britannia (GBR) · (82,5+95,0+120,0=297,5 kg)           | Richard Tom · Egyesült Államok (USA) · (87,8+90,0+117,5=295,0 kg)              |
| pehelysúly (60 kg-ig)                                     | Mahmoud Fayad · Egyiptom (EGY) · (92,5+105,0+135,0=332,5 kg)             | Rodney Wilkes · Trinidad és Tobago (TRI) · (97,5+97,5+122,5=317,5 kg)      | Jafar Salmasi · Irán (IRI) · (100,0+97,5+115,0=312,5 kg)                       |
| könnyűsúly (67,5 kg-ig)                                   | Ibrahim Shams · Egyiptom (EGY) · (97,5+115,0+147,5=360,0 kg)             | Attia Hamouda · Egyiptom (EGY) · (105,0+110,0+145,0=360,0 kg)              | James Halliday · Nagy-Britannia (GBR) · (90,0+110,0+140,0=340,0 kg)            |
| váltósúly (75 kg-ig)                                      | Frank Spellman · Egyesült Államok (USA) · (117,5+120,0+152,5=390,0 kg)   | Pete George · Egyesült Államok (USA) · (105,0+122,5+155,0=382,5 kg)        | Kim Szongdzsip (Kim Seon-jip) · Dél-Korea (KOR) · (122,5+112,5+145,0=380,0 kg) |
| középsúly (82,5 kg-ig)                                    | Stanley Stanczyk · Egyesült Államok (USA) · (130,0+130,0+157,5=417,5 kg) | Harold Sakata · Egyesült Államok (USA) · (110,0+117,5+152,5=380,0 kg)      | Gösta Magnusson · Svédország (SWE) · (110,0+120,0+145,0=375,0 kg)              |
| nehézsúly (82,5 kg-tól)                                   | John Davis · Egyesült Államok (USA) · (137,5+137,5+177,5=452,5 kg)       | Norbert Schemansky · Egyesült Államok (USA) · (122,5+132,5+170,0=425,0 kg) | Abraham Charité · Hollandia (NED) · (127,5+125,0+160,0=412,5 kg)               |

## Magyar részvétel
Az olimpián három súlyemelő képviselte Magyarországot, a következő súlycsoportokban (a sportoló neve után zárójelben az elért helyezés):
| Magyar súlyemelők az 1948. évi nyári olimpiai játékokon |                                                   |
| Súlycsoport                                             | Magyar súlyemelő                                  |
| harmatsúly (56 kg-ig)                                   | Porubszky Ernő (12.) (72,5+87,5+110,0=270,0 kg)   |
| pehelysúly (60 kg-ig)                                   | B. Nagy Bálint (15.) (82,5+90,0+117,5=290,0 kg)   |
| középsúly (82,5 kg-ig)                                  | Buronyi László (10.) (102,5+112,5+140,0=355,0 kg) |